# Julien Duval
Julien Duval, (n. Évreux a 27 de maio de 1990), é um ciclista francês especialista em Pista ainda que também pratica a modalidade de ciclismo de estrada, membro da equipa AG2R La Mondiale.

## Palmarés

### Estrada
- Ainda não tem conseguido nenhuma vitória como profissional

### Pista
2009
- 2º no Campeonato da França em Perseguição
- 2º no Campeonato da França em scratch

2010
- Campeonato da França em Omniun
- 2º no Campeonato da França Perseguição por Equipas
- 3º no Campeonato da França em Perseguição
- 3º no Campeonato da França em scratch
- 3º no Campeonato da França em Madison

2011
- Campeonato da França Madison (fazendo casal com Alexandre Lemair)

2012
- Campeonato da França Perseguição por Equipas (fazendo equipa com Alexandre Lemair, Alexis Gougeard e Kévin Lesellier)

2013
- Campeonato da França Madison (fazendo casal com Morgan Kneisky)
- Campeonato da França em Perseguição
- 2º no Campeonato da França Perseguição por Equipas
- 3º no Campeonato da França em Omnium

2015
- 2º no Campeonato da França em Madison

## Resultados nas Grandes Voltas
Durante a sua carreira desportiva tem conseguido os seguintes postos nas Grandes Voltas.
| Carreira        | 2013 | 2014 | 2015 | 2016 | 2017 | 2018 | 2019 |
| --------------- | ---- | ---- | ---- | ---- | ---- | ---- | ---- |
| Giro d'Italia   | -    | -    | -    | -    | -    | -    | -    |
| Tour de France  | -    | -    | -    | -    | -    | -    | -    |
| Volta a Espanha | -    | -    | -    | -    | 108º | 157º | -    |

-: não participa 

Ab.: abandono 